# Markgrafschaft Turin
Die Markgrafschaft Turin (ital. Marca di Torino) war eine politische Einheit in Norditalien ab der Mitte des 10. Jahrhunderts. Andere Namen für dieses Gebiet sind: Marca Arduinica nach dem ersten Markgrafen Arduin Glaber, Graf von Auriate. Sie umfasste das Gebiet zwischen Turin im Norden, den Westalpen, sowie Albenga und Ventimiglia im Süden. Als Zentren der Mark gelten Turin und Albenga.

## Geschichte

Das Königreich Italien (781–1014)

Im Jahr 950 wurde Berengar von Ivrea König von Italien. Zu Beginn des darauf folgenden Jahres schloss er die Reorganisation der militärischen Strukturen südlich des Po ab, die sein Vorgänger Hugo I mit dem Ziel begonnen hatte, gegen Angriffe der Sarazenen vom Meer her besser gerüstet zu sein. Dabei bildete er drei neue Territorien, für die er mit Getreuen der ersten Stunde Markgrafen ernannte:
- Die Marca Liguria Orientale (Ostligurien), die er Oberto von Luni gab, dem Stammvater der langobardischen Obertenghi die nach ihm auch Marca Obertenga genannt wurde
- Die Marca Liguria Occidentale (Westliguren), die sich im Westen anschloss, und die er Aleram gab, dem Stammvater der fränkischstämmigen Aleramiden, die nach ihm auch Marca Aleramica genannt wurde, sowie
- Die Markgrafschaft Turin, die noch weiter westlich lag, und die er Arduin Glaber, Graf von Auriate, gab, dem Oberhaupt der fränkischstämmigen Arduine, ebenso wie die südlich anschließende Markgrafschaft Susa

Das Gebiet nördlich des Po (mit Ausnahme des Gebiets um Vercelli) blieb als verkleinerte Markgrafschaft Ivrea (oder Marca Anscarica – nach einem anderen Namen für das jetzt regierende Haus Burgund-Ivrea) bestehen. 
Wie die anderen Markgrafschaften auch, hatte die Markgrafschaft Turin in dieser Ausdehnung keinen dauerhaften Bestand. Das Stammgebiet Arduins, Auriate, ging durch Erbteilung verloren, hier entstand die Markgrafschaft Saluzzo, die Markgrafschaft dehnte sich nördlich des Po aus (Novara, Vercelli). Mit dem Aussterben der gräflichen Familie Ende des 11. Jahrhunderts fiel sie dann an das Haus Savoyen, das hierdurch seinen Einfluss in Norditalien erheblich ausbauen konnten.

## Liste der Markgrafen von Turin

### Arduine
- Arduin der Kahle (Arduinus Glabrio), † nach 4. April 976 (???), Graf von Turin vor 950, Markgraf von Turin vor 964
- Manfred (Maginfred, Maginfredus, Manfredus), † vor 1001, Sohn Arduins, Markgraf von Turin
- Odalrich-Maginfred (Odelricus dictus Mainfredus), † nach 1029, Sohn Manfreds, Markgraf von Turin
- Adelheid, † 1091, Tochter Odalrichs, Gräfin, Erbin der Markgrafschaft Turin; 
  - ⚭ I um 1036 Hermann IV. Herzog von Schwaben, 1036 Markgraf von Turin, † 1038 bei Mailand (Liutpoldinger)
  - ⚭ II vor 29. Januar 1042 Heinrich (wohl Markgraf von Liguria-Occidentale-Savona) Markgraf von Turin 1043/1044 (Aleramiden)
  - ⚭ III um 1045/50 Odo Graf von Maurienne und Chablais, dann Graf von Savoyen, 1045/50 Markgraf von Turin, † 1. März 1060
    - Adelheid und Odo von Maurienne, Chablais, Savoyen und Turin sind die Eltern der Kaiserin Bertha, der Ehefrau Kaiser Heinrichs IV. (Salier)
- Irmgard (Imilla), † 1077/1078, deren Schwester, Gräfin, Herzogin
  - ⚭ I um 1036 Otto von Schweinfurt, Markgraf des Nordgaus, 1048 Herzog von Schwaben, † 28. September 1057 (Haus Schweinfurt)
  - ⚭ II 1058 Ekbert I. Graf von Braunschweig, 1057 Markgraf von Friesland, 1067 Markgraf von Meißen, † 11. Januar 1068 (Brunonen)
- Berta, deren Schwester, Gräfin

### Haus Savoyen
- Peter I. von Savoyen (* um 1030; † 1078), Graf von Savoyen und Markgraf von Turin, Sohn Odos
- Amadeus II. von Savoyen (* um 1030; † 1080), dessen Bruder
- Humbert II. von Savoyen (* um 1060; † 1103), dessen Sohn, Graf von Maurienne, Markgraf von Turin